# Iglesia de San Agustín (Manila)

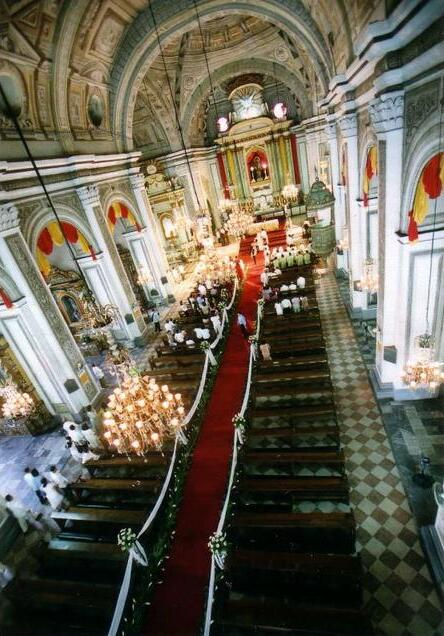
Interior de la iglesia de San Agustín.

La iglesia de San Agustín es una iglesia católica situada dentro de las murallas históricas de la ciudad de Manila, en la zona denominada Intramuros. Finalizada en 1607 se trata de la iglesia más antigua existente en Filipinas. Ningún otro edificio más antiguo que la iglesia ha sobrevivido.
En 1976 el gobierno de Filipinas lo declaró Monumento Histórico.
En 1993 la iglesia fue incluida junto con otras tres construidas durante el periodo colonial español en la lista del Patrimonio de la Humanidad por la UNESCO.

## Historia
La estructura actual es el tercer edificio agustino construido en el mismo solar. La primera iglesia de San Agustín construida en el solar fue la primera iglesia construida por los españoles en la isla de Luzon. Edificada con bambú y nipa fue concluida en 1571 siendo destruida por un incendio en diciembre de 1574 durante la invasión de Manila por las fuerzas de Limahong.  La segunda iglesia en el mismo solar fue hecha de madera. El edificio fue destruido en febrero de 1583 por un incendio iniciado por una vela situada sobre el féretro del gobernador general de Filipinas Gonzalo Ronquillo de Peñalosa.
Los agustinos decidieron reconstruir la iglesia usando piedra construyendo además un monasterio adyacente. En 1586 se inician las labores de construcción con el diseño de Juan Macías.
La estructura fue construida usando piedras de adobe cortado procedentes de Meycauayan, Binangonan y San Mateo (Rizal). Los trabajos se desarrollaron de forma lenta debido a la carencia de fondos y materiales, así como la escasez de artesanos para trabajar la piedra. En 1604 el monasterio era ya operacional y el 19 de enero de 1607 la iglesia fue formalmente inaugurada bajo el nombre de San Pablo de Manila. El arquitecto Macías fallecido durante la construcción de la iglesia fue nombrado oficialmente constructor de la iglesia. Tradicionalmente se ha vinculado el edificio al arquitecto Juan Antonio de Herrera, presunto familiar del arquitecto de El Escorial, aunque esto se ha desmentido recientemente.
La iglesia de San Agustín fue saqueada por las fuerzas británicas en la ocupación de Manila en 1762 durante la guerra de los Siete Años. Soportó los importantes terremotos que sacudieron Manila en 1645, 1754, 1852, 1863 y 1880. En 1854, la iglesia fue renovada bajo la supervisión del arquitecto Luciano Oliverio. El 18 de agosto de 1898 fue el lugar en donde el gobernador español, el general Fermín Jáudenes, preparó los términos para la entrega de Manila a los Estados Unidos de América dentro de la guerra Hispano-Estadounidense.
Durante la ocupación japonesa durante la Segunda Guerra Mundial, la iglesia se convirtió en un campo de concentración para prisioneros. En los últimos días de la Batalla de Manila cientos de residentes y clérigos de la zona de intramuros fueron retenidos en la iglesia por los soldados japoneses siendo ejecutados muchos de ellos durante las tres semanas de conflicto. La iglesia sobrevivió al bombardeo de intramuros por las fuerzas americanas y filipinas siendo destruida solamente su azotea, siendo la única de las siete iglesias de la ciudad amurallada que se mantuvo en pie. El monasterio adyacente fue destruido totalmente siendo reconstruido en los años 70 como museo conforme al diseño del arquitecto Ángel Nakpil.

## Características

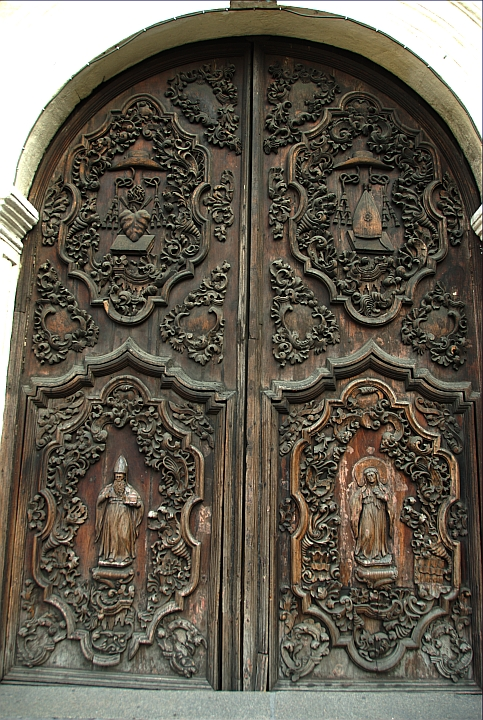
Puerta ornamentada de la iglesia de San Agustín.

La iglesia de San Agustín mide 67,15 metros de largo y 24,93 metros de ancho. Su fundación elíptica ha permitido que soporte los numerosos terremotos que han destruido muchas otras iglesias de Manila. Se dice que el diseño fue derivado de las iglesias agustinas construidas en México,  y casi es una copia exacta de la catedral de Puebla en Puebla, México. La fachada es modesta e incluso criticada como «careciendo tolerancia y encanto», pero tiene apuntes barrocos notables, especialmente las tallas adornadas en sus puertas de madera. El patio de la iglesia está decorado con varias esculturas de granito mostrando leones que habían sido esculpidas por habitantes chinos convertidos al catolicismo.
El interior de la iglesia tiene forma de cruz latina. La iglesia tiene 14 capillas laterales y un techo pintado con la técnica del trampantojo pintado en 1875 por los artistas italianos César Alberoni y Juan Dibella. Arriba en la sala del coro se encuentran los asientos talados a manno del siglo XVII en madera de molave, una hermosa y dura madera tropical. La iglesia contiene la tumba de los conquistadores españoles Miguel López de Legazpi, Juan de Salcedo y Martín de Goiti, así como varios de los primeros gobernadores y arzobispos españoles. Sus huesos se entierran en una cámara acorazada comunal cerca del altar principal. El pintor Juan Luna, y los estadistas Pedro Paterno y Trinidad Pardo de Tavera están entre los centenares de personajes importantes cuyos restos se encuentran dentro de la iglesia.
En la iglesia se encuentra la imagen de Nuestra Señora de Consolación y Correa, la cual fue coronada por el cardenal arzobispo Jaime Sin en 2000.